# Bokeh

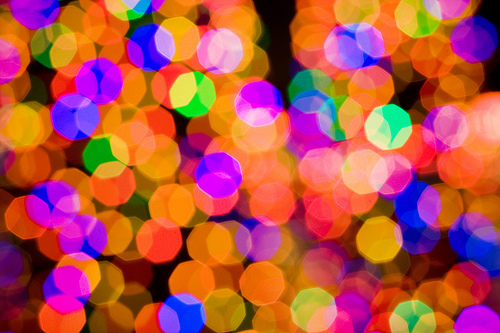
Ví dụ về Bokeh.

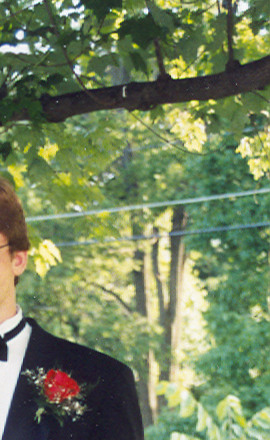
Không có Bokeh.

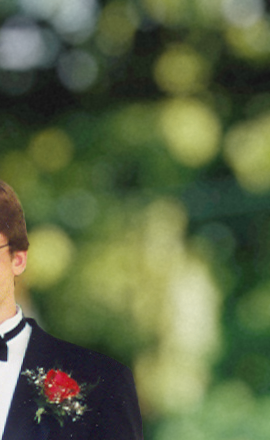
Có Bokeh.

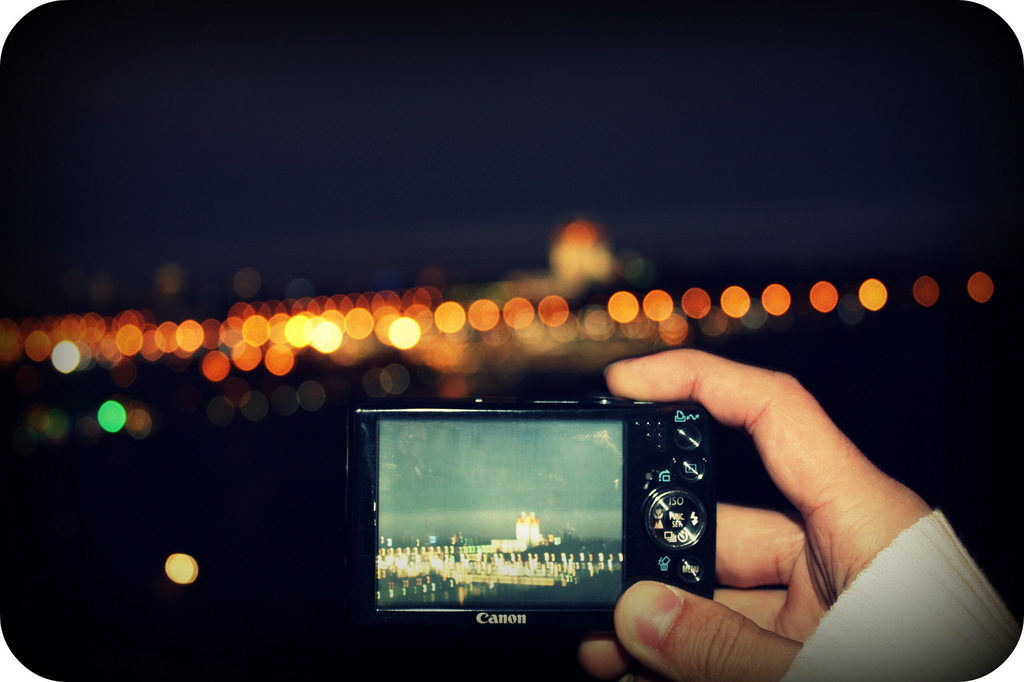
Tạo hiệu ứng Bokeh bằng cách chụp hình từ xa, trong đó các nguồn sáng trong ảnh là ánh sáng thành phố nằm ngoài vùng Tiêu cự ống kính.

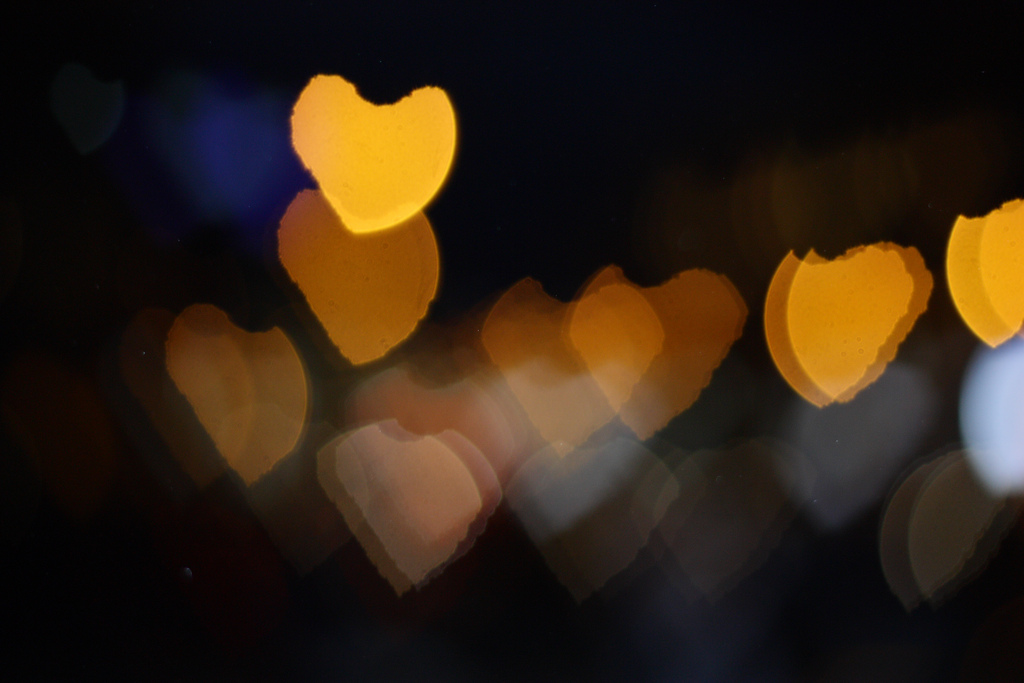
Bokeh hình trái tim.

Khái niệm Bokeh xuất phát từ một từ tiếng Nhật (boke ぼけ, danh từ của "bokeru" ぼける, nghĩa là "nhòe"), mô tả hiện tượng, hay "cảm giác", về vùng bị nhòa mờ (out of focus). Bokeh không có nghĩa nói đến khoảng cách xa hay gần của đối tượng bị out nét (trượt nét), mà nên được hiểu là chất lượng và hình thù của phần nằm ngoài vùng focus. Cụ thể hơn, tạo ra Bokeh là tạo một sự sắp đặt có chủ ý ở những phần mờ trong bức ảnh.

## Hiệu ứng với Bokeh
Có nhiều cách tạo hiệu ứng với Bokeh như dựa vào các yếu tố kĩ thuật khác nhau của ống kính, sáng tạo với các phông nền khác nhau hay tạo Bokeh hình ngôi sao, cây thông, chữ cái, hình người v.v. nhờ cách cắt giấy làm ống che bớt luồn ánh sáng vào ống kính (thông thường hiệu ứng Bokeh thu được là hình tròn do cấu tạo ống kính máy ảnh) hoặc sử dụng các phần mềm chỉnh sửa ảnh.

## Hình ảnh

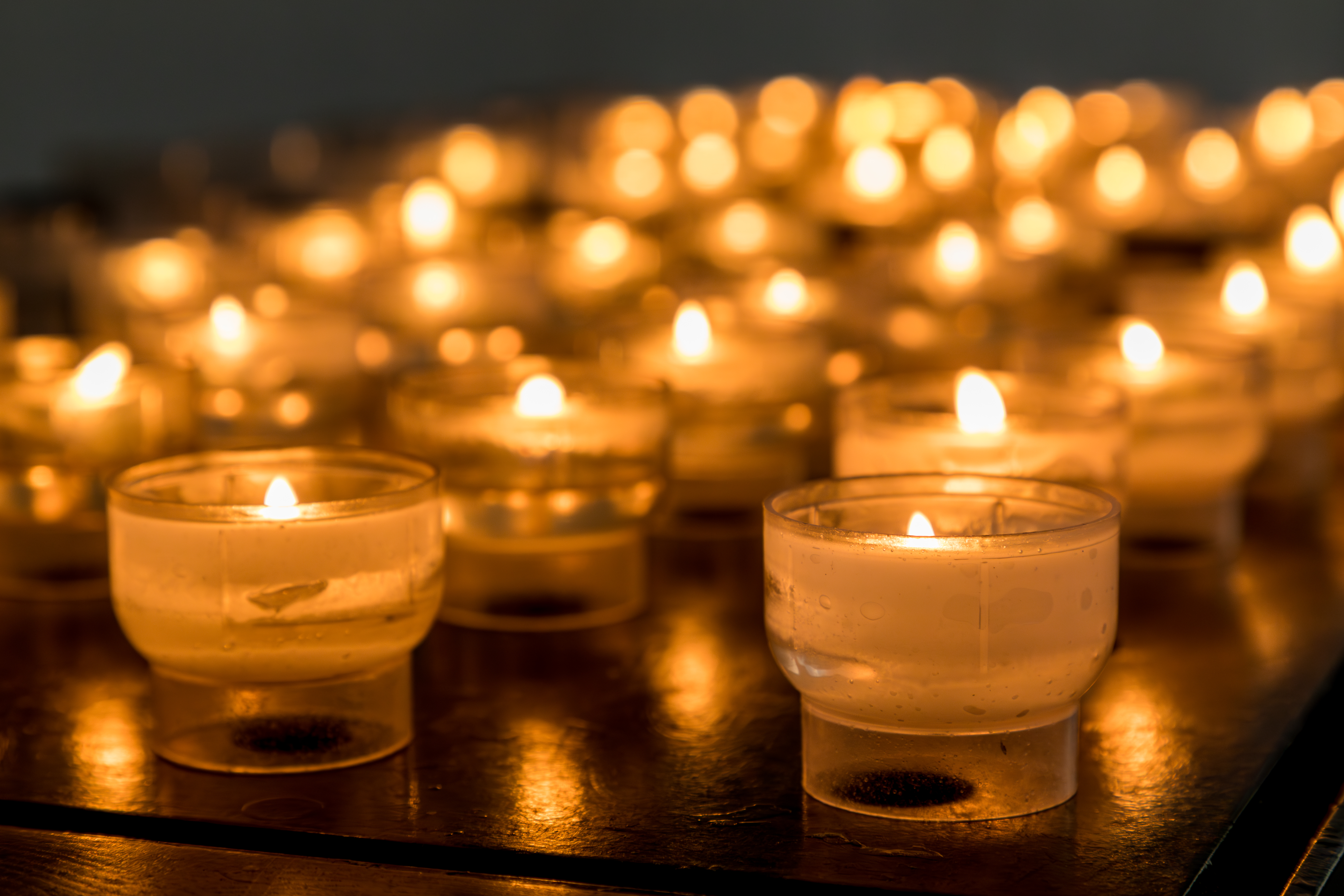
Ảnh nến chụp bởi Canon EOS 5D Mark IV
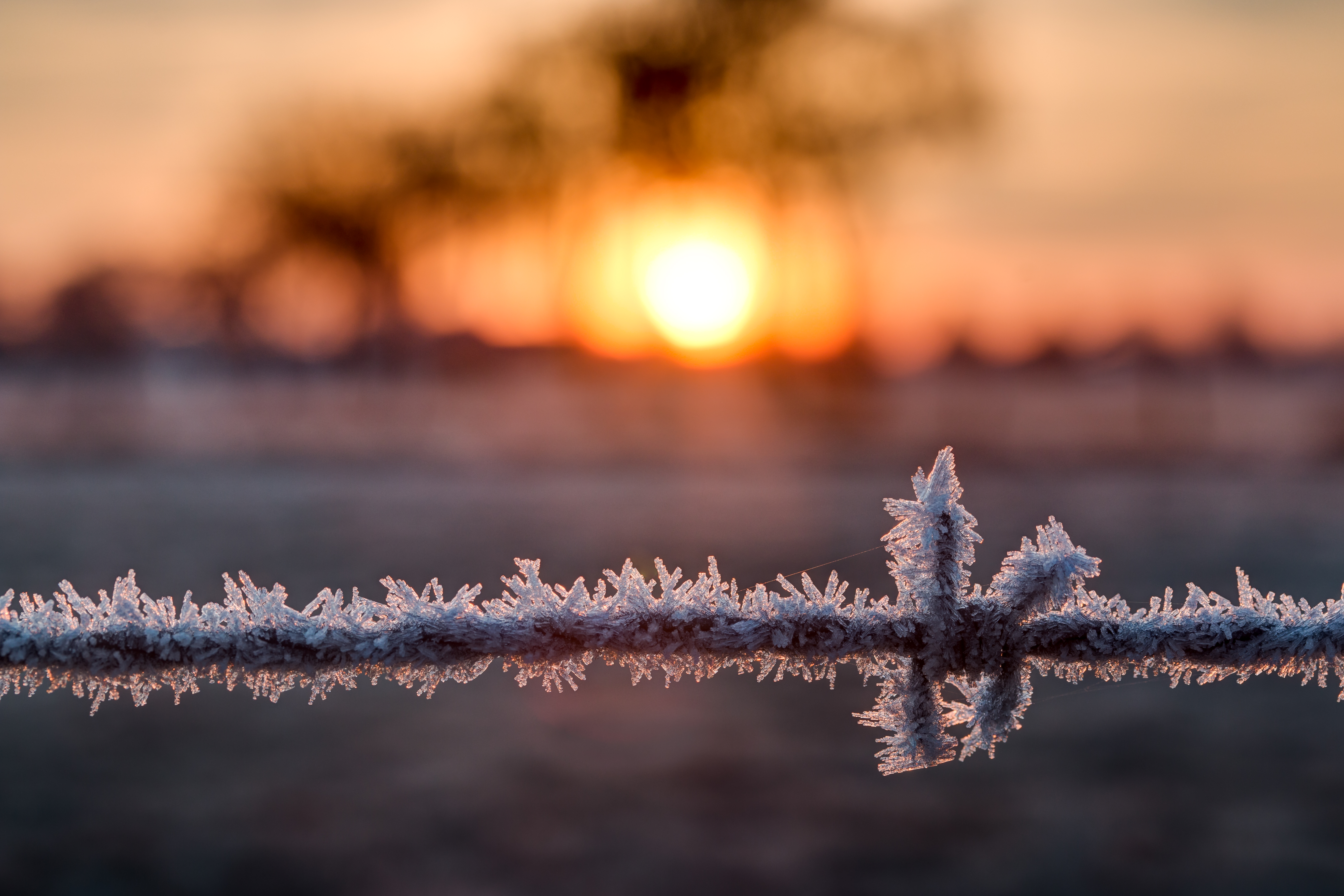
Dây kẽm gai. Canon EOS 70D
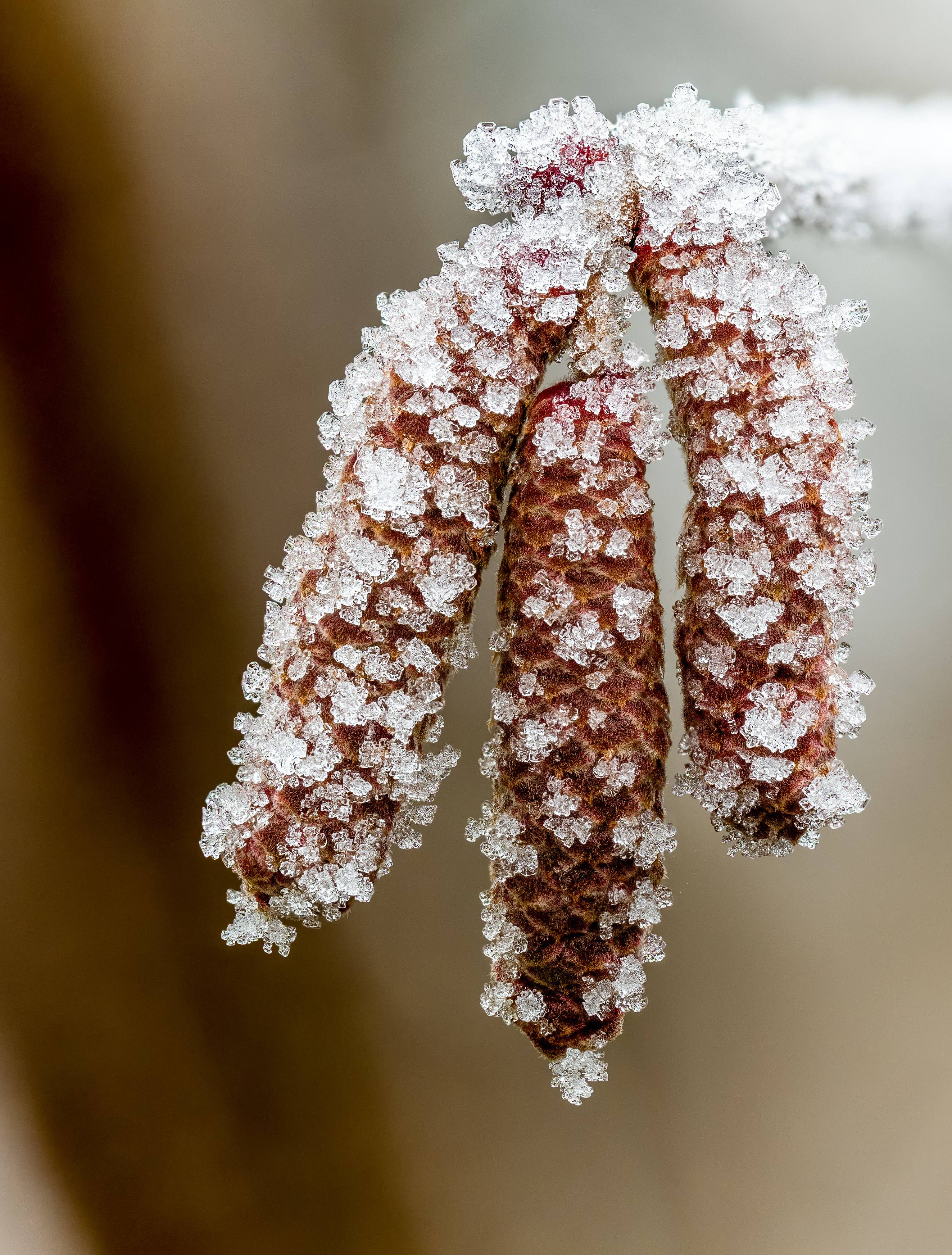
Hoa Corylus avellana, Olympus OM-D E-M1 Mark II
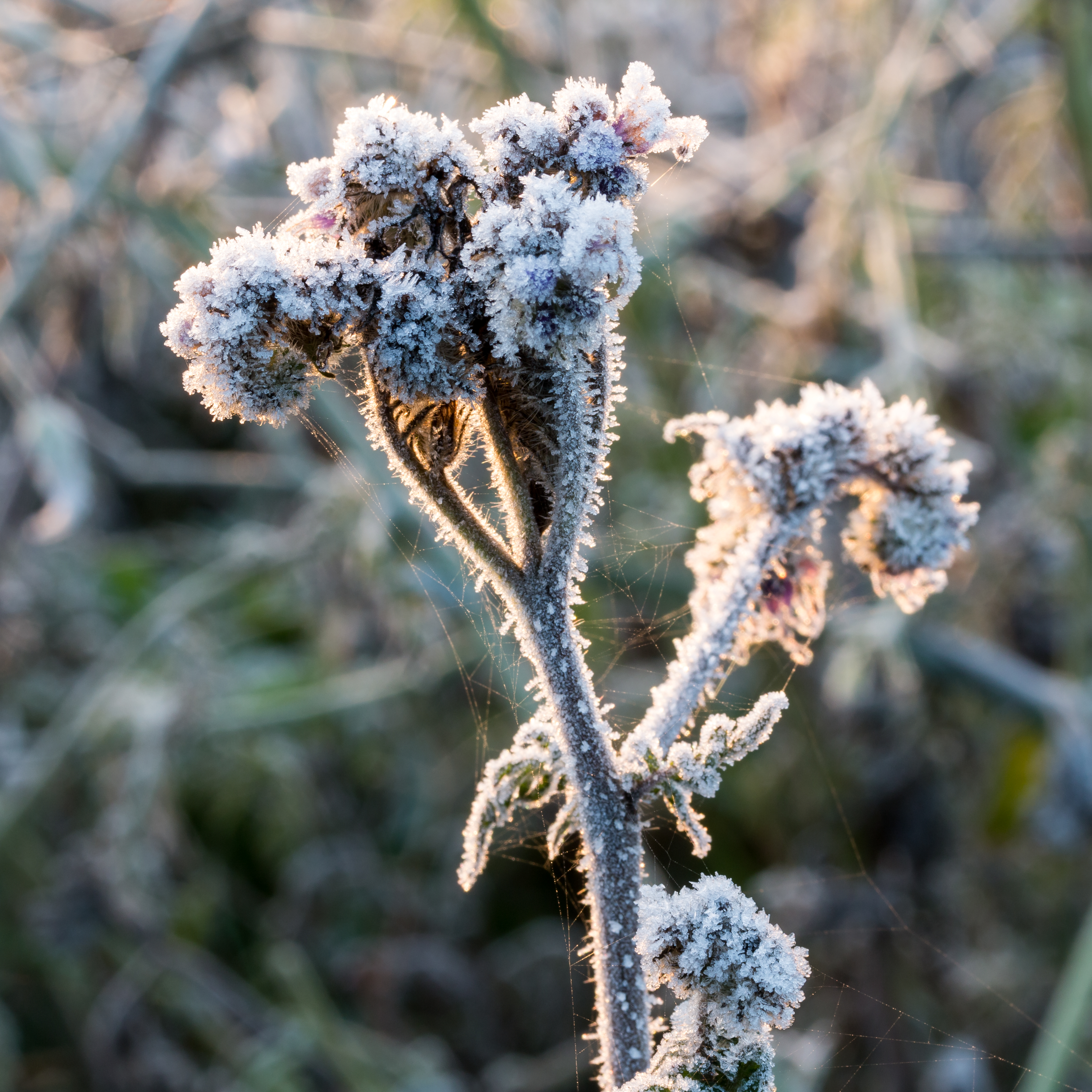
Hoa Phacelia tanacetifolia. Canon EOS 70D